# Lophothericles mayungudsi
Lophothericles mayungudsi är en insektsart som beskrevs av Marius Descamps 1977. Lophothericles mayungudsi ingår i släktet Lophothericles och familjen Thericleidae. Inga underarter finns listade i Catalogue of Life.